# Svaleklint
Svaleklint er en 11 m høj moræneknold ved Roskilde Fjord lidt nord for Værebro Ås udløb, lidt syd for Hammer Bakke og vest for landsbyen Lille Rørbæk.
På stedet findes den sjældne vegetationstype "meget tør overdrevs- eller skræntvegetation på kalkholdigt sand".
Området ligger i Frederikssund Kommune og er fredet som Natura 2000-område nummer 136.
Orkideen langakset trådspore havde eneste voksested i Danmark i området men er nok forsvundet.
Fra Svaleklint er der udsigt til Roskilde, Kronprinsesse Marys Bro og Kyndbyværkets højspændingsledninger som krydser fjorden nord for Hammer Bakke.
Udsigt til Svaleklint fra udmundingen af Værebro Å er forbigående nævnt i Kamilla Hega Holsts roman Sort.